# Jacek Hiro
Jacek Hiro (ur. 8 września 1980 w Krakowie) – polski muzyk, autor tekstów, kompozytor i gitarzysta. 

## Życiorys
Naukę gry na gitarze rozpoczął we wczesnym dzieciństwie. Pobierał lekcje u Grzegorza Bryły z zespołu Death Sea, a następnie u Jacka Królika znanego m.in. z występów w zespole Brathanki. Od 1994 roku członek formacji Sceptic, której był współzałożycielem. W 2000 roku na zaproszenie Maurycego Stefanowicza objął stanowisko drugiego gitarzysty w zespole Dies Irae. 
W 2002 roku Jacek Hiro podjął współpracę z zespołem Vader. Muzyk zagrał gościnnie solo gitarowe w utworze „Angel of Death” z repertuaru Thin Lizzy. Kompozycja ukazała się w 2003 roku na minialbumie Vader zatytułowanym Blood. W 2003 roku wystąpił na debiutanckim albumie Virgin Snatch zatytułowanym S.U.C.K.. Rok później dołączył do grupy jako oficjalny członek. Wraz z zespołem występował do 2013 roku. W latach 2007–2013 był członkiem formacji Never, wraz z którą nagrał wydany w 2009 roku album pt. Back to the Front. Tego samego roku zagrał gościnnie na albumie Homo Divisus zespołu Deathbringer. W 2013 roku muzyk opuścił skład Virgin Snatch. Tego samego roku jako muzyk koncertowy dołączył do składu Saratan. Hiro jako muzyk koncertowy współpracował również z wokalistką Renatą Przemyk i zespołem Decapitated, w którym grał jako drugi gitarzysta.
W latach 2015–2016 występował w stoner metalowej formacji Corruption. Ponadto, w 2015 roku został członkiem grupy Kat & Roman Kostrzewski, z którym w 2019 roku wydał album Popiór
.
Po śmierci Romana Kostrzewskiego, Jacek Hiro wraz z Jackiem Nowakiem podjęli decyzję o kontynuowaniu współpracy pod szyldem powołanego do życia w 2022 roku zespołu Popiór.

## Życie prywatne
Pod koniec 2000 roku Jacek Hiro ożenił się. 7 lipca 2001 roku urodził się syn muzyka Patryk. Wraz z rodziną mieszka w Krakowie.

## Dyskografia
| Virgin Snatch - Art of Lying (2005, Mystic Production) - In the Name of Blood (2006, Mystic Production) - Act of Grace (2008, Mystic Production) Sceptic - Blind Existence (1999, Mystic Production) - Pathetic Being (2001, Empire Records) - Unbeliever’s Script (2003, Candlelight Records) - Internal Complexity (2005, Mystic Production) Never - Back to the Front (2009, Metal Mind Productions) Decapitated - Human’s Dust (2008, DVD, Metal Mind Productions) |  | Dies Irae - Immolated (2000, Metal Blade Records) - The Sin War (2002, Metal Blade Records) - Sculpture of Stone (2004, Metal Mind Productions) - The Art of an Endless Creation (2009, DVD, Metal Mind Productions) Voodoo Gods - Shrunken Head (2012, Misanthropica Enterprises) - Anticipation for Blood Leveled in Darkness (2014, Saturnal Records) Kat & Roman Kostrzewski - Popiór (2019, wydanie własne) - Pomarlisko (2023, Szataniec) Występy gościnne - Virgin Snatch - S.U.C.K. (2003, MILS Music, Mystic Production) - Vader - Blood (2003, Metal Blade Records) - Cremaster - Boletus Satanas (2005, Conquer Records) - Deathbringer - Homo Divisus (2007, Sound Age Productions) - Saratan - Antireligion (2010, My Kingdom Music) - Nex Carnis - Obscure Visions of Dark (2015, Nightbreaker Productions) - Sphere - Mindless Mass (2015, Deformeathing Production) |